# Zimmerit

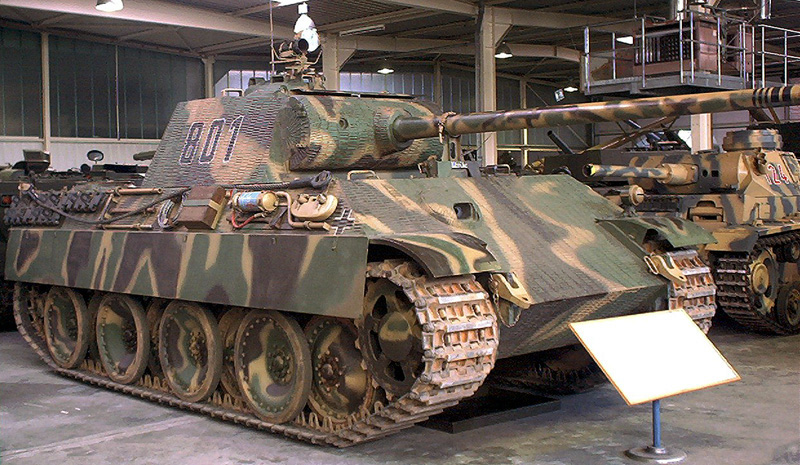
En Panther med zimmerit

Zimmerit var en pasta som applicerades på tyska stridsvagnar under andra världskriget för att förhindra att de allierade styrkorna fäste magnetminor på pansaret.
När Tyskland under andra världskriget lade till magnetminor för pansarbekämpning i infanteriets vapenarsenal insåg man samtidigt sin egen sårbarhet. För att möta ett eventuellt hot från de allierade styrkorna utvecklade den tyska firman Chemische Werke Zimmer AG en icke-magnetisk pasta som applicerades på pansaret på ett antal stridsvagnsmodeller. 
De första stridsvagnarna med zimmerit lämnade fabrikerna i december 1943. Man gjorde även fältreparationer varför vissa modeller kunde ha olika mönster och skilja sig från de ursprungliga mönstren som applicerades på fabrikerna. Appliceringsmönstret skiljer sig också från fabrik till fabrik.
När den brittiska underrättelsetjänsten hörde talas om zimmeriten fick den icke magnetiska pastan först rykte om sig att vara antimagnetisk, vilket efter krigsslutet 1945 skulle visa sig vara fel. Istället rörde det sig om en icke-magnetisk pasta som skapade avstånd mellan pansaret och magnetminan och därigenom förhindrade minorna att fästa.

## Beståndsdelar
- 40 % bariumsulfat - BaSO4
- 25 % polyvinylacetat – PVA (ungefär som vanligt vitlim)
- 15 % pigment (ockra)
- 10 % zinksulfit – ZnS
- 10 % sågspån

## Stridsvagnar med fabriksapplicerad zimmerit
- Panzerkampfwagen III
- Panzerkampfwagen IV
- Panzerkampfwagen V (Panther)
- Tiger I
- Sturmgeschütz III
- Sturmgeschütz IV
- Panzerjäger 38(t)
- Panzerjäger Hornisse

## Applicering
Pastan applicerades på skrovet, vertikala tornytor och chassit, på ytorna bakom hjulupphängningen och under pansarkjolarna samt bakom extra pansar. Varje vagn försågs med 70–200 kg pasta. Enligt de order som gick ut till fabrikerna skulle pastan inte appliceras på undersidan av vagen och på extra pansar, ej heller på hjul, band eller verktyg.
Zimmeriten applicerades i ett jämnt lager över den yta som skulle behandlas, och fick sedan lufttorka i 3–4 timmar. Därefter härdades den med blåslampa och formades sedan med någon form av ”spackelspade”. De mönster som då bildades varierade från stridsvagnstillverkare till stridsvagnstillverkare och man kan på detta sätt även identifiera den enskilda tillverkaren av en stridsvagn. Vissa uppgifter gör dock gällande att pastan efter lufttorkningen formades och först därefter härdades med blåslampa.
Syftet med mönstringen var att öka avståndet till underliggande metallyta utan att behöva lägga ett tjockare zimmeritskikt
I september 1944 kom det rapporter om att zimmeritpastan var eldfängd vilket ledde till ett omedelbart stopp av applicering av pastan på samtliga fabriker. Rapporterna visade att en del vagnar som blivit träffade av granater som inte penetrerat pansaret och därmed inte skulle slagits ut, ändå blev förstörda på grund av att zimmeritpastan brann. Så var dock inte fallet, men upptäckten ledde ändå till att man inte återupptog verksamheten. Orsaken till detta tros ha varit att magnetiska minor inte användes av de västallierade styrkorna samt att snabba upp produktionen av vagnarna. Uppgifter gör gällande de amerikanska ingenjörtrupperna hade sådana i sin arsenal. Dessa var dock till för att spränga fartyg.
Zimmeriten kom dock till användning på östfronten, där sovjetiska styrkor nyttjade magnetiska minor.